# LAV Olmedo-Zamora-Galícia
La LAV Olmedo-Zamora-Galícia és una línia ferroviària d'alta velocitat propietat d'Adif coneguda com l'AVE a Galícia que connecta Galícia amb el centre peninsular. Parteix de la LAV Madrid-Segòvia-Valladolid, en concret de la localitat castellana d'Olmedo (Valladolid) i finalitza a Santiago de Compostel·la després de 434,86 km.
El traçat està adaptat a les exigències de interoperabilitat de la Unió Europea. Disposa de doble via electrificada a 25 kV i una velocitat màxima de 350 km/h. Forma part del Corredor Atlàntic de la Xarxa Transeuropea de Transport.
La construcció de la línia d'alta velocitat a Galícia durant la crisi va generar polèmica.

L'any 2011 va entrar en servei en ample ibèric el tram entre Ourense i Santiago, amb continuïtat a La Corunya a través de l'eix atlàntic d'alta velocitat.
El tram entre Olmedo (Valladolid) i Zamora es va inaugurar el 2015 i l'octubre de 2020 va entrar en servei el tram entre Zamora i Pedralba de la Pradería. El juliol de 2021 es va inaugurar l'estació de Sanabria AV.
Finalment el 21 de desembre de 2021 es va inaugurar el tram entre Pedralba i Taboadela, a pocs quilòmetres d'Ourense. El tram de Taboadela a Ourense consisteix en l'adaptació de la via convencional amb un tercer carril al llarg de 17 km fins a finalitzar en dues vies amb topall a l'estació d'Ourense. No obstant, està prevista la construcció d'una variant exterior als afores d'Ourense.